# Székely Imre (zongoraművész)
Barbély Székely Imre (Mátyfalva, 1823. május 8. – Budapest, 1887. április 8.) zongoraművész, zeneszerző.

## Életrajza
Székely Imre 1823. május 8-án született a Kárpátaljai Mátyfalván. Merkl József tanítványa volt. Mint ifjú művész 1836-ban a Nemzeti Kaszinó "hangászati mulatságain" lépett fel. Az 1840-es évek elején Gyömrőn, a Teleki család zenetanára volt, 1845-ben egy a Nemzeti Színházban rendezett hangversenyen zeneszerzőként is bemutatkozott. 1846-ban Erdélybe, majd onnan külföldre utazott. Külföldi útjai során 1847-ben Párizsban tartózkodott Reményi Edével együtt, hosszabb ideig élt Londonban, ahol kompozíciói is jelentek meg. 1852-ben jött vissza Pestre, ahonnan rövidebb időre ismét visszatért Londonba. 1853-ban végleg Pesten telepedett le. Albrecht főherceg gyermekeinek magántanára, 1879-től haláláig pedig a Nemzeti Zenede zongoratanára volt.
Budapesten, 1887. április 8-án érte a halál.

## Főbb művei
Elsősorban zongoraművek: szalondarabok (Magyar idillák, Magyar ábrándok), parafrázisok, etűdök, karakterdarabok, kontrapunktikus művek (pl. 15 Invenció, Magyar prelűdök és fúgák), egy-két zenekari mű, kamarazene és egy zongoraverseny.